# Lirio
Lirio (Lìir in dialetto oltrepadano) è un comune italiano di 123 abitanti della provincia di Pavia in Lombardia. Si trova nella zona collinare dell'Oltrepò Pavese, nella valle del torrente Scuropasso.

## Storia
Lirio è noto fin dall'XI secolo, quando era di proprietà del monastero di Santa Maria delle Cacce di Pavia, come la vicina Montalto. E di Montalto seguì poi sempre le sorti: passato nel 1164 sotto il dominio di Pavia, appartenne alla podesteria e al feudo di Montalto, di cui furono investiti i Belcredi, gli Strozzi, i Taverna e infine nuovamente i Belcredi fino alla fine del feudalesimo nel 1797. 
Nel XVIII secolo appare essere passato dal feudo di Montalto a quello di Montecalvo, sotto la signoria di un altro ramo degli stessi Belcredi. In quest'epoca il maggior proprietario fondiario era il Collegio Castiglioni di Pavia. A causa della dedicazione della parrocchia a San Paolo viene talvolta confuso nella storia locale con uno scomparso comune di San Paolo, nel feudo di Broni, che si trovava invece presso il Po.

### Simboli
Lo stemma e il gonfalone del comune sono stati concessi con decreto del presidente della Repubblica del 28 dicembre 2015.
Il gonfalone è un drappo partito di rosso e di verde.

## Società

### Evoluzione demografica
Abitanti censiti

## Amministrazione

### Comunità montane
Fa parte della fascia bassa della Comunità Montana Oltrepò Pavese.